# Pinckney (Michigan)
Pinckney – wieś w Stanach Zjednoczonych, w stanie Michigan, w hrabstwie Livingston.